# Governo de Paz e Unidade
O Governo de Paz e Unidade (em árabe: حكومة السلام والوحدة) é um governo paralelo estabelecido em abril de 2025 para administrar áreas do Sudão controladas pelas Forças de Apoio Rápido e grupos aliados durante a Guerra Civil Sudanesa, em oposição ao gabinete de transição nomeado pelo Conselho Soberano Transitório.

## Contexto
O presidente sudanês Omar al-Bashir foi deposto por um golpe de Estado em abril de 2019, após uma série de protestos em larga escala. Uma transição para a democracia  de 39 meses foi planejada, com o papel de chefe de Estado sendo desempenhado por um Conselho Soberano Transitório, e um governo de transição liderado por Abdalla Hamdok foi formado para governar o país até as eleições planejadas para julho de 2023. O período de transição terminou abruptamente quando o governo foi dissolvido após um novo golpe de Estado, liderado por Abdel Fattah al-Burhan, em outubro de 2021. Posteriormente, uma guerra civil entre as Forças Armadas Sudanesas lideradas por al-Burhan e os paramilitares das Forças de Apoio Rápido lideradas por Hemedti eclodiu em abril de 2023. Inicialmente, as Forças de Apoio Rápido assumiram o controle da maior parte da capital, Cartum, e de partes do sul e oeste do Sudão. Contudo, no início de 2025, as Forças Armadas Sudanesas recuperaram terreno em torno de Cartum e, em meados de Fevereiro de 2025, tinham controle sobre cerca de dois terços da área metropolitana da capital.

## Estabelecimento
O presidente do Conselho Soberano Transitório, Abdel Fattah al-Burhan, anunciou planos para a formação de um governo de transição liderado por civis em 10 de fevereiro de 2025. Em resposta, a Forças de Apoio Rápido convocou uma conferência em Nairóbi, Quênia, em 18 de fevereiro de 2025 para redigir uma Carta de Fundação do Sudão, levando à formação de uma Aliança Fundadora do Sudão. Em 4 de março de 2025, a Aliança Fundadora do Sudão anunciou que havia adotado uma estrutura constitucional de transição para abrir caminho para a formação de um Governo de Paz e Unidade, rival, para administrar o território sob o controle da Forças de Apoio Rápido e grupos aliados.
As consultas sobre a composição do governo proposto começaram em 23 de fevereiro de 2025 em Nairóbi. No entanto, em 24 de fevereiro de 2025, surgiram desentendimentos entre os membros da Aliança Fundadora do Sudão sobre a alocação de cargos dentro do governo proposto. Em 8 de março de 2025, a Forças de Apoio Rápido anunciou que os arranjos para formar o Governo de Paz e Unidade estavam completos e os planos para emitir passaportes, documentos oficiais e moeda estavam sendo preparados. Em 25 de março de 2025, foi relatado que as Forças de Apoio Rápido ganhariam a presidência do conselho presidencial e pelo menos 40% dos cargos no gabinete de transição, o Movimento Popular de Libertação do Sudão - Setor Norte (al Hilu) ganharia a vice-presidência do conselho presidencial e 30% dos cargos no gabinete de transição, com o restante compartilhado entre os outros membros da Aliança Fundadora do Sudão. Em 28 de março de 2025, foi anunciado que o comandante das Forças de Apoio Rápido, Hemedti, foi nomeado presidente do Conselho Presidencial no futuro governo. Igualmente, foi anunciado que as negociações estavam chegando ao fim e que o governo provavelmente seria formado logo após o Eid al-Fitr. Em 14 de abril de 2025, o ministro das Relações Exteriores do Sudão, Ali Youssef al-Sharif, disse que esperava que o Governo de Paz e Unidade fosse estabelecido naquela semana.  O líder das Forças de Apoio Rápido, Mohamed Hamdan Dagalo, anunciou oficialmente o estabelecimento do Governo de Paz e Unidade em 15 de abril de 2025. No dia seguinte, Dagalo afirmou que o governo paralelo começaria a emitir seus próprios cartões de identidade e moeda.

## Estrutura
O quadro constitucional de transição adotado pela Aliança Fundadora do Sudão em 4 de março de 2025 estabeleceu a estrutura do Governo de Paz e Unidade. Contém disposições para a divisão do Sudão em oito regiões administrativas e define os poderes das autoridades nacionais, regionais e locais.

### Conselho Presidencial
Um Conselho Presidencial servirá como chefe de Estado coletivo. Terá 15 membros, incluindo governadores provinciais, e será indicado pela Aliança Fundadora do Sudão. Hemedti foi anunciado como presidente do conselho presidencial em 28 de março de 2025.
Membros
- Hemedti (Mohamed Hamdan Dagalo) - Presidente

### Gabinete de Transição
Um Gabinete de Transição será composto por um primeiro-ministro, nomeado pela Aliança Fundadora do Sudão, e até 16 outros ministros nomeados pelo primeiro-ministro em consulta com os signatários da Carta Fundadora do Sudão.

### Órgão Legislativo Constituinte
Um Órgão Legislativo Constituinte bicameral será composto por um Conselho de Regiões com 24 membros e um Conselho de Deputados com 177 membros.

### Regiões
O quadro constitucional de transição propõe a divisão do país em oito regiões: Região de Cartum, Região Oriental, Região Norte, Região de Darfur, Região Central, Região de Cordofão, Região de Cordofão do Sul/Montanhas Nuba e Região de Nova Funj.